# Om
|  | Aquest article tracta sobre un arbre. Si cerqueu altres significats, vegeu «Om (desambiguació)». |

Els oms o olms (Ulmus) són un gènere de plantes angiospermes de la família de les ulmàcies. Són arbres caducifolis o semicaducifolis natius d'Euràsia, nord d'Àfrica i Amèrica del nord i Amèrica central.
Els oms van aparèixer al període Miocè, fa uns 40 milions d'anys. Es van originar a l'actual Àsia central i després es van escampar per tot l'hemisferi nord i van travessar l'equador a Indonèsia. Durant els segles XIX i XX, moltes espècies d'oms es van plantar com a arbres ornamentals a Europa, a l'Amèrica del Nord i en algunes parts de l'hemisferi sud, especialment a Austràlia.

## Descripció
Les fulles dels oms són alternes i serrades als marges, de manera simple o, més normalment, doble. Les fulles solen ser asimètriques a la base i acuminades a l'àpex. Aquest gènere és hermafrodita, amb flors apètales que són pol·linitzades pel vent, encara que les abelles les poden visitar. El fruit és una sàmara rodona que surt abans que les fulles i que fa la fotosíntesi. Totes les espècies són tolerants a un ampli rang de sòls i de pH, i, amb excepcions, demanen un bon drenatge.

## Taxonomia
Aquest gènere va ser publicat per primer cop l'any 1753 a l'obra Species Plantarum de Carl von Linné (1707-1778).

### Sinònims
Els següents noms són sinònims d'Ulmus:
- Chaetoptelea Liebm.
- Microptelea Spach

### Espècies
Dins d'aquest gènere es reconeixen les 37 espècies següents:
- Ulmus alata[6] Michx.
- Ulmus americana[7] L.
- Ulmus bergmanniana[8] C.K.Schneid.
- Ulmus boissieri Grudz.
- Ulmus castaneifolia[9]
- Ulmus changii[10] Hemsl.
- Ulmus changii W.C.Cheng
- Ulmus chenmoui[11] W.C.Cheng
- Ulmus chumlia[12] Melville & Heybroek
- Ulmus crassifolia[13] Nutt.
- Ulmus davidiana[14] Planch.
- Ulmus elliptica K.Koch
- Ulmus elongata[15] L.K.Fu & C.S.Ding
- Ulmus gaussenii[16] W.C.Cheng
- Ulmus glabra[17]
- Ulmus glaucescens[18] Huds.
- Ulmus glaucescens Franch.
- Ulmus harbinensis[19] S.Q.Nie & G.Q.Huang
- Ulmus ismaelis[20] Todzia & Panero
- Ulmus kunmingensis W.C.Cheng
- Ulmus laciniata[21] (Herder) Mayr ex Schwapp.
- Ulmus laevis[22] Pall.
- Ulmus lamellosa[23]
- Ulmus macrocarpa[24] C.Wang & S.L.Chang
- Ulmus lanceifolia[25] Roxb.
- Ulmus macrocarpa Hance
- Ulmus mexicana[26] (Liebm.) Planch.
- Ulmus microcarpa[27] L.K.Fu
- Ulmus minor[28] Mill.
- Ulmus parvifolia[29] Jacq.
- Ulmus prunifolia[30] W.C.Cheng & L.K.Fu
- Ulmus pseudopropinqua[31] F.T.Wang & S.X.Li
- Ulmus pumila[32] L.
- Ulmus rubra[33] Muhl.
- Ulmus serotina[34] Sarg.
- Ulmus szechuanica[35] W.P.Fang
- Ulmus thomasii[36] Sarg.
- Ulmus uyematsui[37] Hayata
- Ulmus villosa[38] Brandis ex Gamble
- Ulmus wallichiana[39] Planch.

### Híbrids
S'han descrit els següents híbrids:
- Ulmus × androssowii Litv.
- Ulmus × brandisiana C.K.Schneid.
- Ulmus × hollandica Mill.
- Ulmus × intermedia Elowsky
- Ulmus × mesocarpa M.Kim & S.Lee

## Malures
La grafiosi és una malura fúngica propagada per un escarabat que afecta els oms de l'espècie Ulmus minor, l'om comú, que ha destruït bona part dels exemplars a Europa i Amèrica. Les Illes Britàniques foren una de les primeres zones afectades, durant els anys 70 del segle passat es van perdre massivaments els oms anglesos, que llavors hom considerava de l'espècie Ulmus procera. Estudis recents han confirmat que es tractava d'un clon d'om comú (Ulmus minor) introduït pels romans i propagat massivament per les duews illes gràcies a que és molt fàcil la seva reproducció per via vegetativa. La manca de diversitat genètica a causa de la reproducció asexual va ser clau per tal que la malura afectés de manera tant massiva els arbres.
Cap a la dècada de 1990 ja es van desenvolupar cultivars d'om resistents a aquesta malaltia, però aquestes cultivars no tenien un bon creixement.
L'any 1997 es va iniciar un projecte de la Unió Europea per conservar els recursos genètics dels oms i també per lluitar contra la malaltia.